# Fredrik Belfrage
Fredrik Belfrage (właśc. Knut Fredrik Åkesson Belfrage ur. 29 lipca 1949 roku w Växjö) – szwedzki prezenter telewizyjny i radiowy. Jest synem dentysty Åke Belfrage (1915–1985) i Very Marii, z domu Vange (1914–1984). Wielokrotnie prezentował Szwecję na Konkursie Piosenki Eurowizji.